# Dimitri Lasarow
Dimitri Lasarow (bulgarisch Димитри Лазаров; * 18. Juni 1946) ist ein ehemaliger bulgarischer Eishockeyspieler. 

## Karriere
Dimitri Lasarow nahm für die bulgarische Nationalmannschaft an den Olympischen Winterspielen 1976 in Innsbruck teil. Mit seinem Team belegte er den zwölften und somit letzten Platz. Er selbst kam im Turnierverlauf in sechs Spielen zum Einsatz.  